# Jazz Gillum
William McKinley Gillum, dit Jazz Gillum (né à Indianola (Mississippi), le 11 septembre 1902 ou 1904 et décédé à Chicago, Illinois, le 29 mars 1966) est un chanteur, harmoniciste de blues américain.